# Agostinho Patrus
Agostinho Patrus (Belo Horizonte, 24 de setembro de 1939 — São Paulo, 24 de fevereiro de 2008) foi um médico e político mineiro. 
Um dos quinze filhos do comerciante libanês Patrús João Simão e de Maria da Conceição Patrús, graduou-se em medicina pela Universidade Federal de Minas Gerais em 1966, especializando-se em oftalmologia. Casou-se com Orcanda Patrus, também médica.
Foi deputado estadual por seis legislaturas consecutivas, de 1983 a 2007 e presidente da Assembléia Legislativa do Estado de Minas Gerais de 1995 a 1997 - tendo assumido por diversas vezes, em interinidade, o cargo de Governador do Estado de Minas Gerais. Dentre outros cargos e funções, foi Secretário de Estado da Casa Civil, Secretário de Estado dos Transportes e Obras Públicas, Presidente da Associação Pró-Cultura Palácio das Artes, Presidente da Associação Médica de Minas Gerais, Presidente da Associação Brasileira dos Criadores do Cavalo Manga-larga marchador, Vice-presidente da Câmara de Comércio Ítalo-Brasileira e Vice-presidente da CEMIG - Companhia Energética de Minas Gerais.